# Hlavní správa státní bezpečnosti
Hlavní správa státní bezpečnosti (GUGB, rusky Главное управление государственной безопасности, ГУГБ) byla v letech 1934–1938 a 1938–1941 složka ministerstva vnitra (NKVD) Sovětského svazu zabývající se ochranou státní bezpečnosti země.

## Historie
Základními úkoly GUGB byly boj s protistátními zločiny, zejména vlastizradou, špionáží, kontrarevolucí, terorismem, diverzemi a zrádcovstvím; ochrana státního tajemství; zabezpečení státní bezpečnosti a pořádku v zemi. Roku 1934 se dělilo na několik oddělení (отдел):
- operativní (оперативный отдел, ochrana vlády a vedení strany),
- speciální (специальный отдел, pro šifry a vládní spoje),
- ekonomické (экономический отдел, ekonomická kontrarozvědka),
- zvláštní (особый отдел, vojenská kontrarozvědka)
- tajné politické (секретно-политический отдел, obecná kontrarozvědka),
- zahraniční (иностранный отдел, rozvědka),
- dopravní (транспортный отдел, kontrarozvědka na dopravě),
- evidenčně-statistické (учетно-статистический отдел).[1]

Rozhodnutím politbyra ÚV VKS(b) z 28. března 1938 byla GUGB rozdělena na tři správy – státní bezpečnosti, zvláštních oddělení (pro vojenskou kontrarozvědku) a dopravy a spojů (kontrarozvědka ve výše uvedené oblasti). K 23. září 1938 proběhla další reorganizace, která přinesla obnovení GUGB, přičemž ekonomická a dopravní kontrarozvědka zůstala mimo GUGB v samostatných hlavních správách. GUGB se pak skládala z oddělení pro ochranu vlády, tajného politického, kontrarozvědky, zvláštního (vojenské kontrarozvědky), zahraničního, šifry a vyšetřovacího útvaru.
Definitivně GUGB zanikla v únoru 1941, když státněbezpečnostní útvary přešly z NKVD do nově vzniklého Lidového komisariátu státní bezpečnosti (NKGB).

## Náčelníci
- neobsazeno, 10. července 1934 – 29. prosince 1936
- Jakov Saulovič Agranov, 29. prosince 1936 – 15. dubna 1937
- Michail Petrovič Frinovskij, 15. dubna 1937 – 28. března 1938
- Lavrentij Pavlovič Berija, 29. září 1938 – 17. prosince 1938
- Vsevolod Nikolajevič Merkulov, 17. prosince 1938 – 3. února 1941